# AIM-152 AAAM
Die AIM-152 AAAM (kurz für Advanced Air-Air-Missile, „fortschrittliche Luft-Luft-Rakete“) war eine nur auf dem Papier existierende Luft-Luft-Rakete der Streitkräfte der Vereinigten Staaten. Sie war als Nachfolger der seit 1974 genutzten AIM-54 Phoenix konzipiert. Die von 1982 bis 1992 dauernde Entwicklung wurde nach Beendigung des Kalten Krieges vorzeitig eingestellt und die AIM-54 letztlich durch die AIM-120 abgelöst.

## Geschichte

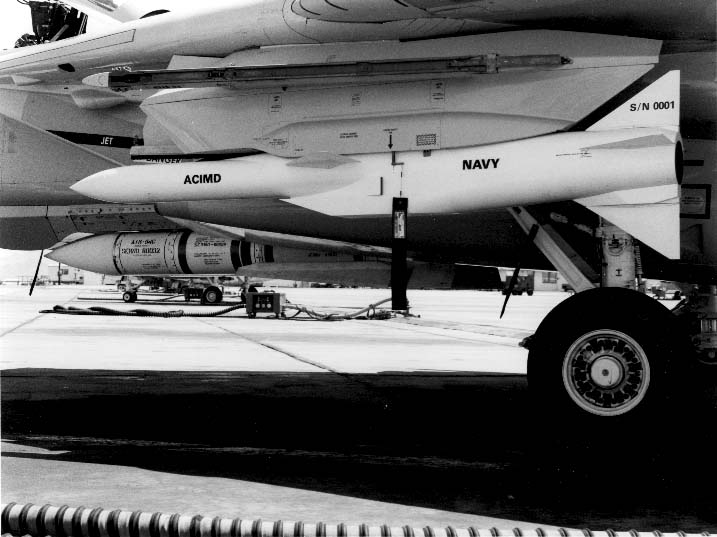
Mock-up eines möglichen Designs an einer F-14A

Anfang des Jahres 1982 wurde im US Naval Weapons Center das Programm zur Entwicklung der AIM-152 AAAM gestartet. Sie sollte die in der US Navy vorhandenen AIM-54 Phoenix ersetzen. Dieses Programm sollte mit einer zwei- bis dreijährigen technischen Machbarkeitsstudie eingeleitet werden, in der unter anderem Simulationen erstellt werden sollten, um die Möglichkeiten der verschiedenen Entwürfe zu testen. Danach war geplant, die ersten Hardwaretests durchzuführen, die im Start einer voll funktionsfähigen Testrakete münden sollten. Bereits zu Beginn forderte jedoch der US-amerikanische Kongress, dass sich neben der US Navy auch die US Air Force an dem Projekt beteiligen sollte. Dort sollte die Rakete von der F-15 Eagle und dem aus dem Advanced-Tactical-Fighter-Programm entstehen zukünftigen Kampfflugzeug eingesetzt werden. Die Air Force verneinte jedoch in einer offiziellen Stellungnahme den Bedarf an einer solchen Rakete, woraufhin die Navy das Projekt selbständig weiter verfolgte.
Die AIM-152 war von der Konzeption her kleiner als ihr Vorgänger AIM-54 Phoenix.  Auch die Flügelflächen sollten  bei unverminderter Leistungsfähigkeit kleiner sein. Des Weiteren war geplant, dass die Rakete eine Reichweite von rund 270 Kilometern (km) bei einer Geschwindigkeit von Mach 4 erreichen sollte. Mit einem Durchmesser von 229 mm und einem Gewicht von 330 Kilogramm (kg) wäre sie erheblich leichter als die Phoenix gewesen. Das Gewicht des Gefechtskopfs sollte zwischen 13,6 und 22,7 kg betragen. In einigen Bereichen (unter anderem Dual-Suchkopf, Feststoff-Ramjet-Antrieb) ähnelte die AIM-152 dem Projekt Advanced Common Intercept Missile Demonstration (ACIMD), das ebenfalls aufgegeben wurde.
Als Trägerflugzeug sollte eine verbesserte Version der F-14 Tomcat eingesetzt werden. Mit dieser Waffenkombination sollten die russischen Überschallbomber Tu-22M Backfire und Tu-160 Blackjack abgefangen werden.
Zum eigentlichen Entwicklungsbeginn im Jahr 1988 wurden zwei verschiedene Firmenkonsortien ausgewählt. Dies waren Hughes/Raytheon und McDonnell Douglas sowie General Dynamics und Westinghouse.

### Entwurf Hughes/Raytheon und McDonnell Douglas
Der Entwurf von Hughes/Raython und McDonnell Douglas basierte auf dem Konzept der Advanced Intercept Air-to-Air Missile (AIAAM), das eine Mischung aus Feststoffrakete mit Staustrahltriebwerk (Ramjet) war. Beim Start von einem möglichen Trägerflugzeug sollte zuerst der Feststoffantrieb gezündet und nach dem Erreichen einer bestimmten Geschwindigkeit das Staustrahltriebwerk gestartet werden. Dieses Hybridsystem hat den Vorteil einer sehr hohen Geschwindigkeit und einer größeren Reichweite, als eigentlich gefordert war. Ein möglicher Lieferant dieses Antriebssystems, mit dem auch die Vought Supersonic Tactical Missile (STM, eine Forschungsrakete der US Navy) ausgestattet wurde, war die Chemical Systems Division (CSD) der United Technologies Corporation (UTC). Der einzige Nachteil dieses Antriebssystems bestand darin, dass die Anfangsbeschleunigung wesentlich geringer war als beim Konkurrenzmodell.
Außerdem war ein Dualsuchkopf vorgesehen, der über einen Infrarotdetektor und ein aktives Radar verfügen sollte. Die Länge des gesamten Entwurfes betrug 3658 mm.
Im James Smith McDonnell Prologue Room, ein Museum bei Boeing in St. Louis, steht ein Vorführmodell des Entwurfs von Boeing (Boeing kaufte Hughes und Raytheon) der AIM-152. Auf diesem Model steht geschrieben das mehrere Test Flugkörper gebaut wurden, aber nicht mehr geflogen vor Beendigung des Programms. Interessant ist ebenfalls, dass dort als Startplattform nur die McDonnell Douglas F/A-18 vermerkt ist.

### Entwurf General Dynamics und Westinghouse
Im Gegensatz zur Konkurrenz schlugen General Dynamics und Westinghouse eine Rakete mit mehrpulsigem Feststoffantrieb vor. Sie sollte aus einem runden Startbehälter abgefeuert werden, da es seitens des Herstellers geplant war, sie auch an VTOL-fähigen Flugzeugen einzusetzen. Die Abmessungen des Startbehälters sollten 406 mm × 3607 mm bei einem Gewicht von etwa 340 kg (inklusive Rakete) betragen. Der Startbehälter sollte ein rückwärtsgerichtetes Radar beinhalten, damit das Startflugzeug nach dem Abschuss der Rakete nicht mehr auf das Ziel zufliegen musste. Die Rakete wäre während der Marschphase über halbaktives Radar  und ein inertiales Navigationssystem zum Ziel gelenkt werden. Die Rakete selbst sollte mit einem elektro-optischen-Sucher ausgerüstet werden, um Störversuche massiv zu erschweren. Ein IR-Sucher als Backup wurde ebenfalls angedacht.

### Ende des Projekts
Nach der Beendigung des Kalten Krieges wurde die Entwicklung der AIM-152 – wie bei anderen Projekten, die primär darauf ausgelegt waren, der Verteidigung gegen die Sowjetunion zu dienen – im Jahr 1992 eingestellt. Vorher bekam es aber noch die offizielle Bezeichnung YAIM-152A, wobei das „Y“ die Kennung für Prototypen ist. Es wurde kein Prototyp der AIM-152 gebaut und alle veröffentlichten Bilder sind lediglich Konzeptzeichnungen oder künstlerische Darstellungen.
Die AIM-54 Phoenix wurde letztlich ab 1991 von der AIM-120 AMRAAM ersetzt.